# 러시아 연대주의자 인민노동연맹

러시아 연대주의자 인민노동연맹(러시아어: Народно-трудовой Союз российских солидаристов; НТС(NTS) 나로드노트루도보이 소유즈 로시이스키크 솔리다리스토프[*])은 1930년 유고슬라비아 왕국 베오그라드의 백계 러시아인 망명자들이 결성한 반공주의 단체다. 소련 붕괴 이후 1996년 러시아로 귀국해 등록법인이 되었고, 현재도 존재한다.
이 단체는 백계 러시아인 1세대(즉 러시아 내전에서 패배하고 도망나온 백군 참전군인들)에 대하여, 차세대의 단체로서 결성되었다. NTS를 결성한 백계 청년세대는 당시 흥기하던 소련의 문화와 소련 국내 거주자들의 심리를 연구하고, 연대주의를 바탕으로 한 정치강령을 개발하여 공산주의에 대한 정치투쟁을 전개하고자 했다.

## 같이 보기
- 러시아 백군